# Сатила (Џорџија)
Сатила (енгл. Satilla) насељено је место без административног статуса у америчкој савезној држави Џорџија.

## Демографија
По попису из 2010. године број становника је 421.
| Група             | 2000.    | 2010.       |
| Белци             | 0 (0,0%) | 379 (90,0%) |
| Афроамериканци    | 0 (0,0%) | 5 (1,2%)    |
| Азијати           | 0 (0,0%) | 5 (1,2%)    |
| Хиспаноамериканци | 0 (0,0%) | 31 (7,4%)   |
| Укупно            | 0        | 421         |